# Piekuurtrein
Een piekuurtrein of P-trein is in België een extra trein die tijdens de spitsuren rijdt tussen stations waar veel pendelaars naartoe reizen. Piekuurtreinen rijden tijdens de ochtend- en avondspits, meestal van kleinere steden naar een grotere stad en andersom. Een aantal piekuurtreinen rijdt ook op woensdagmiddag, omdat schoolgangers anders te lang zouden moeten wachten voordat ze thuis kunnen komen. Tijdens het academiejaar rijden er op zondagavond piekuurtreinen naar studentensteden.
De treinen stoppen vaak aan de meeste tot alle haltes op de lijn. Sommige treinen van dit type verbinden ook twee steden, zonder of met slechts één tussenstop. Tussen de P-treinen onderling is er soms ook enige spreiding: het gebeurt bijvoorbeeld dat de ene P-trein op een bepaald baanvak alle stations bedient en geen tussenstop heeft op het volgende baanvak, terwijl een andere P-trein het precies andersom doet. Er zijn diverse stopplaatsen en zelfs spoorlijnen die alleen door P-treinen worden bediend, bijvoorbeeld Aarsele, spoorlijn 82 en spoorlijn 144.
Piekuurdiensten worden voor een groot deel gereden met M4- en M5-rijtuigen, al kan bijna al het materieel voorkomen in een P-trein. De nieuwere M6-rijtuigen worden voor een redelijk aantal P-treinen ingezet.
P-treinen hebben een afwijkend systeem van treinnummers. Treinen die voor 14 u. rijden hebben een nummer in de reeks 7000-7999, treinen die na 14 u. rijden hebben een nummer in de reeks 8000-8999.
Tijdens piekuren wordt meestal niet alleen de frequentie verhoogd, maar kunnen er ook meer treinstellen aan elkaar gekoppeld worden om de capaciteit te vergroten.